# Coppa Italia 2022-2023 (rugby a 15)
La Coppa Italia 2022-23 fu la 35ª edizione della Coppa Italia di rugby a 15.
Si tenne dal 17 settembre 2022 all’8 aprile 2023 tra 10 squadre con la formula dei due gironi e incontro di finale tra le vincitrici di ciascuno di essi.
Le squadre partecipanti furono quelle del TOP10 2022-23 e furono suddivise in due gironi paritetici per prossimità geografica.
A primeggiare da imbattute nei rispettivi gironi furono Petrarca di Padova e Valorugby di Reggio Emilia; la finale venne disputata in campo neutro al Payanini Center di Verona con direzione di Federico Vedovelli, della sezione arbitrale di Sondrio, coadiuvato dagli assistenti Bertelli e Gnecchi, dal TMO Pennè e dal quarto uomo Boaretto.
Il trofeo fu nuovamente ad appannaggio dei padovani, detentori in carica della coppa vinta l'anno precedente, e quarta affermazione complessiva, che si imposero sulla formazione emiliana per 51-42 in una partita dove vennero marcate 12 mete, sei per parte; uomo partita fu l'estremo scozzese Cameron Scott Lyle autore di 31 punti per il Petrarca.

## Squadre partecipanti
| Girone A          | Girone B                  |
| ----------------- | ------------------------- |
| Calvisano         | Fiamme Oro (Roma)         |
| Colorno           | Lyons (Piacenza)          |
| CUS Torino        | Valorugby (Reggio Emilia) |
| Mogliano          | Rovigo                    |
| Petrarca (Padova) | Viadana                   |

## Fase a gironi

### Girone A
| Data              | Incontro               | Risultato | Sede            |
| ----------------- | ---------------------- | --------- | --------------- |
| 17 settembre 2022 | Calvisano — Mogliano   | 40-6      | Calvisano       |
| 18 settembre 2022 | Colorno — CUS Torino   | 52-13     | Colorno         |
| 24 settembre 2022 | CUS Torino — Petrarca  | 0-56      | Grugliasco      |
| 24 settembre 2022 | Mogliano — Colorno     | 7-62      | Mogliano Veneto |
| 4 febbraio 2023   | Mogliano — CUS Torino  | 32-15     | Mogliano Veneto |
| 4 febbraio 2023   | Petrarca — Calvisano   | 25-11     | Padova          |
| 11 febbraio 2023  | Colorno — Petrarca     | 6-32      | Colorno         |
| 11 febbraio 2023  | CUS Torino — Calvisano | 24-44     | Grugliasco      |
| 24 febbraio 2023  | Calvisano — Colorno    | 36-17     | Calvisano       |
| 25 febbraio 2023  | Petrarca — Mogliano    | 50-17     | Padova          |

#### Classifica
|  |    | Squadra    | G | V | N | P | PF  | PS  | P±   | B | Pt |
|  | -- | ---------- | - | - | - | - | --- | --- | ---- | - | -- |
|  | 1. | Petrarca   | 4 | 4 | 0 | 0 | 163 | 34  | 129  | 3 | 19 |
|  | 2. | Calvisano  | 4 | 3 | 0 | 1 | 131 | 72  | 59   | 3 | 15 |
|  | 3. | Colorno    | 4 | 2 | 0 | 2 | 137 | 88  | 49   | 2 | 10 |
|  | 4. | Mogliano   | 4 | 1 | 0 | 3 | 62  | 167 | −105 | 1 | 5  |
|  | 5. | CUS Torino | 4 | 0 | 0 | 4 | 52  | 184 | −132 | 1 | 1  |

### Girone B
| Data              | Incontro               | Risultato | Sede          |
| ----------------- | ---------------------- | --------- | ------------- |
| 17 settembre 2022 | Fiamme Oro — Valorugby | 14-24     | Roma          |
| 17 settembre 2022 | Lyons — Rovigo         | 17-28     | Piacenza      |
| 24 settembre 2022 | Valorugby — Lyons      | 32-16     | Reggio Emilia |
| 24 settembre 2022 | Rovigo — Viadana       | 30-26     | Rovigo        |
| 4 febbraio 2023   | Valorugby — Rovigo     | 25-20     | Reggio Emilia |
| 4 febbraio 2023   | Viadana — Fiamme Oro   | 38-21     | Viadana       |
| 11 febbraio 2023  | Lyons — Viadana        | 10-32     | Viadana       |
| 11 febbraio 2023  | Rovigo — Fiamme Oro    | 31-14     | Rovigo        |
| 25 febbraio 2023  | Fiamme Oro — Lyons     | 54-10     | Roma          |
| 25 febbraio 2023  | Viadana — Valorugby    | 21-28     | Viadana       |

#### Classifica
|  |    | Squadra    | G | V | N | P | PF  | PS  | P±  | B | Pt |
|  | -- | ---------- | - | - | - | - | --- | --- | --- | - | -- |
|  | 1. | Valorugby  | 4 | 4 | 0 | 0 | 109 | 71  | 38  | 2 | 18 |
|  | 2. | Rovigo     | 4 | 3 | 0 | 1 | 109 | 82  | 27  | 3 | 15 |
|  | 3. | Viadana    | 4 | 2 | 0 | 2 | 117 | 89  | 28  | 5 | 13 |
|  | 4. | Fiamme Oro | 4 | 1 | 0 | 3 | 103 | 103 | 0   | 1 | 5  |
|  | 5. | Lyons      | 4 | 0 | 0 | 4 | 53  | 146 | −93 | 0 | 0  |

## Finale
| Arbitro: | Federico Vedovelli (Sondrio) |

| |              | |
| Lyle 11’, 20’ Carnio 53’, 68’, 75’ Fou 70’ | mt           | 15’, 24’ Bertaccini 34’, 46’ Luus 62’ Resino 80’ Newton |
| Lyle 11’, 20’, 53’, 68’, 70’, 75’ | tr           | 15’, 24’, 34’, 46’, 62’, 80’ Newton |
| Lyle 9’, 40’, 78’ | c.p.         | |
| · Lyle · 48’, 64’ 54’ Coppo · 78’ Fou · Broggin · A. Esposito · Ormson · 62’ Tebaldi · 62’ Spagnolo · 62’ Di Bartolomeo · 63’ Hughes · 56’ Galetto · 47’ Canali · 47’ Casolari · Nostran · Trotta (c) | Formazioni   | · Renton · Lazzarin 78’ · Majstorović · Bertaccini · Colombo · Newton · Violi 12’ · Díaz 58’ · Luus 70’ · Favre 73’ · Dell’Acqua 67-77’ · Gerosa · Ortombina · Tuivaiti 53’ 72’ · Amenta (c) 9-19’ |
| · 62’ Borean · 48’, 62’ 54’ Carnio · 64’ Bizzotto · 56’ Michieletto · 47’ Ghigo · 47’ 60-70’ Montagner · 62’ Citton · 78’ Capraro                                                                     | Sostituzioni | · Garziera 58’ · Silva 70’ · Mattioli 73’ · Rimpelli 53’ · Mastandrea 72’ · Resino 12’ · F. Esposito 78’                                                                                           |
| Andrea Marcato | Allenatori   | Roberto Manghi |